# 清水茜
清水 茜（しみず あかね　1994年1月28日 - ）は、日本の漫画家。東京都出身。

## 来歴
2014年、日本マンガ塾の卒業制作として描いた『細胞の話』で第27回少年シリウス新人賞大賞を受賞。『月刊少年シリウス』2014年5月号（講談社）に同作が掲載されデビュー。同誌2015年3月号から2021年3月号まで『はたらく細胞』を連載。2018年に同作はテレビアニメ化された。また、『はたらく細胞』のスピンオフ作品の監修にも携わっている。
2018年、本庶佑のノーベル医学生理学賞受賞に際し、朝日新聞社から「ぜひ本庶さんの研究内容を描いた漫画を」との要望を受け「オプジーボ版」が実現した。
2025年、『good!アフタヌーン』2号（講談社）から5号まで『イエローフレイム』を連載。

## 作品リスト

### 連載
- はたらく細胞（『月刊少年シリウス』2015年3月号 - 2021年3月号） 全6巻
- イエローフレイム（『good!アフタヌーン』2025年2号[6] - 2025年5号[7]） - 短期集中連載[6]

### 監修
- はたらく細菌（漫画：吉田はるゆき） 全7巻
- はたらく細菌Neo（漫画：吉田はるゆき） 全1巻
- はたらかない細胞（漫画：杉本萌） 全5巻
- はたらく細胞BLACK（原作：原田重光、漫画：初嘉屋一生） 全8巻
- はたらく細胞フレンド（原作：黒野カンナ、漫画：和泉みお）全6巻
- はたらく血小板ちゃん（原作：柿原優子、漫画：ヤス）全4巻
- はたらく細胞BABY（作画：福田泰宏）全4巻
- はたらく細胞LADY（原作：原田重光、作画：乙川灯）既刊4巻
- はたらく細胞WHITE（作画：蟹江鉄史）全4巻
- はたらく細胞マッスル（作画：前田悠）全5巻
- はたらく細胞イリーガル（原作：橋本カヱ、作画：次恒一[8]）既刊3巻
- はたらく細胞猫（原作：蒼空チョコ、作画：かいれめく）
- はたらく細胞おくすり（原作：割田コマ、作画：九似良）

### イラスト
- 小説 はたらく細胞（原作：清水茜、著：時海結以） 既刊3巻
- 三国志大戦（第2期、セガ・インタラクティブ）

### その他
- はたらく細胞 公式コミックガイド[注釈 1]（監修：シリウス編集部、編集：講談社）全1巻
- よくわかる!「はたらく細胞」細胞の教科書（編集：講談社）全1巻